# Tremerje
Tremerje – wieś w Słowenii, w gminie miejskiej Celje. W 2018 roku liczyła 68 mieszkańców. 